# Taron Johnson
Taron Johnson (geboren am 27. Juli 1996 in Sacramento, Kalifornien) ist ein US-amerikanischer American-Football-Spieler auf der Position des Cornerbacks. Er spielt für die Buffalo Bills in der National Football League (NFL). Zuvor spielte er College Football für Weber State und wurde von den Buffalo Bills in der vierten Runde im NFL Draft 2018 ausgewählt.

## Frühe Jahre und College
Johnson besuchte die Sheldon High School in Sacramento, Kalifornien. In den ersten drei Jahren wurde er als Safety in der Defense und Wide Receiver in der Offense eingesetzt, erst in seiner letzten Saison wurde er auch als Cornerback aufgestellt. Nach der Highschool bekam er nur zwei Angebote für ein Footballstipendium, jedoch zog Sacramento State das Angebot schnell zurück, sodass Weber State das einzige Angebot für Johnson war, welches er annahm. Johnson wurde zum ersten Spieler seiner Highschool, welcher im NFL Draft ausgewählt wurde.
Am College wechselte er seine Position dauerhaft auf Cornerback, als Freshman konnte er bereits in fünf Spielen starten und war ab seiner zweiten Saison der unangefochtene Starter in seinem Team. In seinen vier Jahren konnte er Rekorde für die meisten abgewehrten Pässe aller Zeiten mit 42 und in einer Saison mit zwölf einstellen. In seiner letzten Saison war er der Kapitän der Mannschaft, am Ende der Saison wurde er in das First-Team All-Big Sky berufen und als Big Sky Defensive Player of the Year sowie FCS All-American ausgezeichnet. Mit ihm konnten die Wildcats einen neuen Schulrekord mit elf gewonnenen Spielen aufstellen. Am Ende waren die Wildcats im nationalen Ranking der FCS in den Top 10 und konnten zwei Playoff-Spiele gewinnen. In Vorbereitung auf den NFL Draft nahm er am Senior Bowl und NFL Combine teil.

## NFL
Johnson wurde in der vierten Runde an der 121. Stelle im NFL Draft 2018 von den Buffalo Bills ausgewählt. Am 11. Mai 2018 unterschrieb er einen Vierjahresvertrag.
In der Saisonvorbereitung konnte er sich als Nickelback durchsetzen und ist seitdem Stammspieler auf der Position. In Woche 4 der Saison 2018 konnte er seinen ersten Sack und erzwungenen Fumble gegen Aaron Rodgers erzielen. Bereits eine Woche später konnte er beim 13:12-Sieg gegen die Tennessee Titans eine Interception von Marcus Mariota fangen. Am 11. Dezember 2018 wurde er auf die Injured Reserve List gesetzt und verpasste die restliche Saison, nachdem er sich eine Schulterverletzung zugezogen hatte. 2019 konnte er sich steigern und konnte fünf Pässe verteidigen. Mit den Bills erreichte er die Playoffs, jedoch unterlagen sie den Houston Texans bereits in der Wildcard-Runde in Overtime. In der nächsten Saison konnte sich Johnson als Leistungsträger der Defense etablieren, in Woche 14 erzielte er beim 26:15-Sieg gegen die Pittsburgh Steelers returnierte er eine Interception von Ben Roethlisberger für den ersten defensiven Touchdown der Bills seit 2018. Er spielte in fast 80 % aller defensiven Snaps und zog mit den Bills in die Playoffs ein. Im ersten Divisional-Round-Spiel der Bills seit 25 Jahren konnte er im dritten Quarter eine Interception von Lamar Jackson fangen und diese für 101 Yards zum Touchdown zurücktragen, womit er mit dem Rekord des längsten Pick Sixes in den Playoffs der NFL von George Teague aus der Saison 1993 gleichzog. Die Bills erreichten das AFC Championship Game, welches sie mit 24:38 gegen die Kansas City Chiefs verloren.
In der Saison 2021 nahm er eine noch größere Rolle, auch bedingt durch das verletzungsbedingte Saisonaus von Tre’Davious White, ein. So spielte er in mehreren Spielen alle defensiven Snaps, was für einen Nickelback sehr unüblich ist. Teilweise nahm er dabei auch Aufgaben eines Linebackers wahr. Während der Saison unterschrieb er eine Vertragsverlängerung über drei Jahre mit einem Gesamtvolumen von 24 Millionen US-Dollar, womit nur Kenny Moore besser als Nickelback bezahlt wurde. Abermals erreichte er mit den Bills die Playoffs, wo sie wieder an den Kansas City Chiefs scheiterten. Dabei gab die Defense mit 13 Sekunden auf der Uhr noch zwei Spielzüge für 44 Yards ab, wodurch die Chiefs noch ein Field Goal zum Erreichen der Overtime erzielen und in der Overtime mit 42:36 gewinnen konnten.

### NFL-Statistiken
| Saison                             | Saison | Spiele | Spiele      | Tackles | Tackles | Tackles | Tackles | Interceptions | Interceptions | Interceptions | Interceptions | Interceptions | Fumbles | Fumbles | Fumbles |
| Jahr                               | Team   | Spiele | als Starter | Gesamt  | Solo    | Ast     | Sacks   | PD            | INT           | Yds           | Lng           | TD            | FF      | FR      | TD      |
| ---------------------------------- | ------ | ------ | ----------- | ------- | ------- | ------- | ------- | ------------- | ------------- | ------------- | ------------- | ------------- | ------- | ------- | ------- |
| 2018                               | BUF    | 11     | 2           | 42      | 34      | 8       | 1,0     | 3             | 1             | 0             | 0             | 0             | 1       | 0       | 0       |
| 2019                               | BUF    | 12     | 7           | 50      | 39      | 1       | 1,0     | 5             | 0             | 0             | 0             | 0             | 1       | 0       | 0       |
| 2020                               | BUF    | 16     | 11          | 94      | 70      | 24      | 1,0     | 7             | 1             | 51            | 51            | 1             | 1       | 0       | 0       |
| 2021                               | BUF    | 16     | 15          | 76      | 53      | 23      | 3,0     | 7             | 1             | 4             | 4             | 0             | 1       | 0       | 0       |
| 2022                               | BUF    | 16     | 15          | 90      | 67      | 23      | 0       | 9             | 1             | 2             | 2             | 0             | 0       | 1       | 0       |
| 2023                               | BUF    | 17     | 17          | 98      | 72      | 26      | 1,0     | 8             | 0             | 0             | 0             | 0             | 3       | 1       | 0       |
| 2024                               | BUF    | 12     | 12          | 65      | 42      | 23      | 1,0     | 5             | 2             | 23            | 23            | 1             | 1       | 1       | 1       |
| Gesamt                             | Gesamt | 100    | 79          | 515     | 377     | 138     | 8,0     | 44            | 6             | 80            | 51            | 2             | 8       | 3       | 1       |
| Quelle: pro-football-reference.com |        |        |             |         |         |         |         |               |               |               |               |               |         |         |         |